# Далласский клуб покупателей
«Да́лласский клуб покупа́телей» (англ. Dallas Buyers Club) — американский биографический драматический фильм 2013 года, написанный Крэйгом Бортеном и Мелиссой Уоллэк и снятый Жаном-Марком Валле. Фильм рассказывает историю Рона Вудруфа (Мэттью Макконахи), ковбоя, у которого в середине 1980-х годов диагностировали СПИД, в то время, когда этиология и лечение ВИЧ/СПИДа были плохо изучены, а его больные подвергались стигматизации. В рамках продолжающегося экспериментального движения по лечению СПИДа Вудруф контрабандой ввозит неодобренные фармацевтические препараты в Техас для лечения своих симптомов. Здесь он распространяет их среди других людей, больных СПИДом, создав «Далласский клуб покупателей», все это время сталкиваясь с противодействием со стороны Управления по контролю за продуктами и лекарствами (FDA). Два вымышленных второстепенных персонажа, доктор Ив Сакс (Дженнифер Гарнер) и Рэйон (Джаред Лето), были составными ролями, созданными из интервью с трансгендерными пациентами со СПИДом, активистами и врачами. Биограф президента и победитель PEN-USA Билл Минутальо написал первый журнальный профиль Далласского клуба покупателей в 1992 году. Статья, в которой были представлены интервью с Вудруфом, а также воссозданы его драматические международные подвиги, привлекла широкое внимание кинематографистов и журналистов.
Сценарист Бортен брал интервью у Вудруфа в 1992 году и написал сценарий, который он отшлифовал с писателем Уоллаком в 2000 году, а затем продал продюсеру Робби Бреннеру. Несколько других актеров, режиссеров и продюсеров в разное время были прикреплены к разработке фильма, но покинули проект. Universal Pictures также пытались снять фильм, но не сделали этого. Несколько сценаристов написали черновики, которые были отклонены. В 2009 году продюсер Бреннер привлек Мэтью Макконахи из-за его техасского происхождения, как и у Вудруфа. Бреннер выбрал первый черновик, написанный Бортеном и Уоллаком, для фильма, а затем Валле был назначен режиссером. Основные съёмки начались в ноябре 2012 года в Новом Орлеане и продолжались 25 дней, включая съёмки в Батон-Руж. Бреннер и Рэйчел Уинтер выступили сопродюсерами фильма. Официальный альбом саундтреков включал в себя выступления разных артистов и был выпущен в цифровом формате 29 октября 2013 года Relativity Music Group.
По системе рейтингов MPAA фильм получил оценку «R» (до 17 лет обязательно сопровождение родителя или взрослого).
Фильм впервые вышел на Международном кинофестивале в Торонто 7 сентября 2013 года и был выпущен в кинотеатрах в США 1 ноября 2013 года компанией Focus Features, а в широкий прокат фильм вышел 22 ноября 2013 года. Критики высоко оценили игру Макконахи и Лето, которые получили премии «Оскар» за лучшую мужскую роль и лучшую мужскую роль второго плана соответственно на 86-й церемонии вручения премии «Оскар», что сделало этот фильм первым после Таинственной реки (2003) и всего лишь пятым фильмом, когда-либо получившим обе награды.. И Макконахи, и Лето были удостоены «Золотых глобусов» и «Оскаров» за свои перевоплощения.
Фильм получил награду за лучший грим и причёски, а также был номинирован на премию в категории лучший фильм, лучший оригинальный сценарий и лучший монтаж.

## Сюжет
Уроженец Техаса Рон Вудруф (Мэттью Макконахи), электрик и родео-ковбой, наслаждается размеренной жизнью и любимой работой. В 1985 году после несчастного случая на работе он попадает в больницу, где ему ставят диагноз СПИД. Врачи заявляют, что ему остаётся жить максимум месяц. Вудруф не принимает смертный приговор всерьез, заявляя, что он «не какой-то грёбаный Рок Хадсон», и считая, что врачи просто перепутали его анализы.
Узнав диагноз Рона, почти все друзья отрекаются от него, считая, что он подхватил болезнь, вступая в гомосексуальные связи. В библиотеке он узнаёт, что СПИД возникает в том числе из-за незащищённого секса. Это приводит его в бешенство, так как за последние годы он вступал в неисчислимое количество сексуальных отношений с местными проститутками, одна из которых колола себе наркотики.
В госпитале Рон знакомится с доктором Ив Сакс (Дженнифер Гарнер), которая рассказывает ему о том, что в клинике проводится тест препарата AZT. Препарат предположительно помогает продлить жизнь ВИЧ-инфицированным пациентам, но в данный момент только проходит клинические испытания — половина пациентов получают лекарство, а другая половина — плацебо. Рон договаривается с работником госпиталя о том, чтобы тайком получать препарат. Однако приём AZT только ухудшает его состояние, так как он принимал препарат вместе с алкоголем и наркотиками.
Не найдя в США должного ухода и нужных медицинских препаратов, Рон вскоре пересекает мексиканскую границу. Там он знакомится с американским врачом доктором Вассом (Гриффин Данн), который занимается поисками новых лекарств против СПИДа и был за это лишён лицензии, поэтому переехал в Мексику и стал работать в самодельной больнице для бедных. Васс объясняет Рону, что СПИД неизлечим, но с помощью редких лекарств (Зальцитабин, Пептид Т и др.) его распространение по организму можно остановить на определённое время. Также он настоятельно советует Вудруфу перестать экспериментировать с AZT, так как он очень токсичен.
Рон знакомится в клинике с транссексуалом Рэймондом Рэйоном (Джаред Лето), также страдающим от СПИДа и участвующим в испытаниях AZT. Рэйон разделяет невероятную жажду Вудруфа к жизни и становится его союзником и помощником в поставке в Америку рекомендованных Вассом лекарств от СПИДа. Через некоторое время FDA объявляют незаконной торговлю этими препаратами, и партнёры придумывают другую тактику: организовывают так называемый «Клуб покупателей», в котором его члены, ВИЧ-инфицированные пациенты, смогут заплатить месячный взнос размером в 400 долларов и пользоваться не одобренными в Соединенных Штатах лекарствами, чтобы хотя бы на небольшой срок продлить себе жизнь. Вскоре клуб начинает пользоваться популярностью, у него возникают двойники в других штатах. Доктор Сакс проникается уважением к Вудруфу и заводит с ним дружбу, однако её начальник доктор Севард отказывается прекращать испытания AZT, несмотря на открывающиеся побочные эффекты.
Рон посещает Израиль и Амстердам, чтобы пополнить запасы не одобренных в Штатах препаратов, не переставая консультироваться с Вассом. Вскоре Управление по санитарному надзору за качеством пищевых продуктов и медикаментов (англ. FDA) конфискует все его лекарства, а на новые у него не хватает денег. Тогда Рэйон идёт к своему богатому отцу, одев деловой костюм Рона, и умоляет дать денег, чтобы оплатить Рону за помощь и доброту. Вскоре он приходит к Рону с этой суммой, сказав, что продал свой страховой полис, и Вудруфу удаётся накупить новых лекарств. Перед поездкой они с Рэйоном впервые крепко обнимаются как настоящие друзья.
В итоге эти объятия становятся единственными, так как вскоре самочувствие Рэйона резко ухудшается, и он попадает в больницу, где он вскоре умирает. Вернувшийся Рон глубоко скорбит по нему и окончательно пересматривает своё отношение к ЛГБТ-сообществу и другим больным, отныне поставив на первое место спасение жизней, а не возможность заработать.
В 1987 году Вудруф делает попытку судиться с FDA в Сан-Франциско. Однако, хотя судья ему сочувствует и не одобряет некоторую жесткость чиновников, он не в силах ничего изменить. Однако, когда Рон возвращается домой, все былые клиенты встречают его аплодисментами, а через некоторое время FDA разрешают ему приобретать Пептид Т для личного пользования.
В сентябре 1992 года 42-летний Рон Вудруф скончался, прожив семь лет после того, как у него диагностировали ВИЧ. Незадолго до этого, в июне 1992 года, FDA все же одобрила препарат Зальцитабин в качестве терапии при СПИД/ВИЧ.

## В ролях
- Мэттью Макконахи — Рон Вудруф
- Джаред Лето — Рэйон
- Дженнифер Гарнер — доктор Ив Сакс
- Денис О’Хэр — доктор Севард
- Стив Зан — Такер
- Майкл О’Нил — Ричард Баркли
- Даллас Робертс — Дэвид Уэйн
- Гриффин Данн — доктор Васс
- Кевин Ранкин — Ти-Джей
- Джейн Макнилл — Фрэнсин Зюскинд
- Джеймс Дюмонт — отец Рэйона

## Производство

### Разработка
Фильм основан на реальной жизни Рона Вудруфа, пациента с ВИЧ и СПИДом, который был предметом длинной статьи в The Dallas Morning News 1992 года, написанной журналистом и писателем Биллом Минутальо. За месяц до смерти Вудруфа в сентябре 1992 года сценарист Крэйг Бортен узнал об этой истории от своего друга, поэтому он пошел и взял у него интервью, чтобы создать сценарий; Бортен записал многочасовые интервью с Вудруфом и имел доступ к его личным дневникам. Бортен написал сценарий для того, что, по его мнению, могло бы стать отличным фильмом, и попытался привлечь интерес к созданию фильма в середине 1996 года, с Деннисом Хоппером, назначенным режиссёром. Компания Columbia Pictures собиралась купить сценарий, но фильм не смог получить финансовую поддержку.
В интервью Бортен рассказал, что познакомился с Мелиссой Уоллэк в 2000 году и попросил её помочь со сценарием, на что она согласилась. В 2001 году, после года работы над сценарием, они продали его продюсеру Робби Бреннеру, который затем назначил Марка Форстера режиссёром фильма для Universal Pictures, но ушёл из-за некоторых личных задержек. В июне 2008 года Крейг Гиллеспи и Райан Гослинг вели переговоры об участии в фильме, который должен был быть спродюсирован Дэвидом Бушеллом и Марком Абрахамом для Universal Pictures и Strike Entertainment. В то время сценарий писал Чейз Палмер, а сценаристы Гильермо Арриага и Стивен Белбер, как сообщается, также написали последующие черновики для фильма. В 2009 году продюсер Робби Бреннер снова подключился и отклонил все переписанные версии сценария, а оригинальная версия Бортена и Уоллака была отправлена актёру Мэттью Макконахи, чтобы узнать, будет ли уроженец Техаса заинтересован в исполнении этой роли. 9 марта 2011 года Жан-Марк Валле был утверждён в качестве режиссёра фильма по сценарию Бортена и Уоллака. Рэйчел Уинтер также присоединилась к продюсированию фильма.
14 ноября 2012 года было объявлено, что Remstar Films приобрела канадские права, а Entertainment One будет заниматься правами на фильм в Великобритании. 23 апреля 2013 года Focus Features приобрела права на распространение фильма в США и Латинской Америке для театрального релиза. В мае 2013 года Voltage Pictures и Truth Entertainment заключили сделку на продюсирование фильма.

### Кастинг
В 1996 году Вуди Харрельсон был прикреплен к фильму на роль Рона Вудруфа, но покинул фильм из-за проблем с финансированием. В 2002 году Брэд Питт был прикреплен на главную роль. В июне 2008 года Райан Гослинг вёл переговоры о присоединении к фильму на главную роль Вудруфа, но не смог принять участие. В 2009 году продюсер Бреннер отправил сценарий актёру Мэттью Макконахи и привлёк его к участию в фильме. Задаваясь вопросом, заинтересован ли уроженец Ювалде, штат Техас, в том, чтобы сыграть другого уроженца Техаса, Бреннер говорит, что спросил себя: «Кто такой Рон Вудруф?» И в моем представлении это был Мэттью. Как и Рон, он из Далласа, он красив, и у него есть огонек в глазах. У Мэтью также есть интенсивность и интеллект, как у Рона, смешанные с ковбойской харизмой и духом бойца. Он был более чем идеален для этой роли". Писатель Бортен сказал: «Рон был очень харизматичным, забавным и убедительным, настоящим продавцом. Даже если он насмехался над вами, вы хотели, чтобы он продолжал, потому что он был таким обаятельным. Мэтью обладает многими из этих же качеств». 9 марта 2011 года Los Angeles Times подтвердила, что Макконахи будет сниматься в фильме в роли Вудруфа, и процитировала Макконахи, сказав: «Это отличный сценарий и отличная история. И я думаю, что это может быть отличный фильм».
11 мая 2011 года, как сообщается, Хилари Суэнк вела переговоры об участии в фильме, и роль Макконахи была подтверждена. 3 октября 2012 года было объявлено, что Суонк выбыла из фильма, и что Гаэль Гарсия Берналь ведёт переговоры, чтобы сыграть пациента с ВИЧ, который встречает Вудруфа в больнице и помогает ему в клубе. 6 ноября The Hollywood Reporter подтвердил, что Джаред Лето вернётся к актёрству, чтобы сыграть роль, которую Бернал ранее вёл в переговорах. В январе 2014 года Джаред Лето признался, что ему прислали сценарий 15 лет назад, но он так и не прочитал его. Когда Лето спросили о его роли, он сказал: «Это был действительно особенный фильм. Я думаю, что это была роль всей моей жизни. Это одна из лучших вещей, которые я когда-либо делал». Он также сказал, что старался сосредоточиться на роли, потому что знал, что это невероятная возможность. 14 ноября к фильму присоединились Даллас Робертс и Стив Зан; Робертс сыграет Дэвида Уэйна, адвоката Рона, а Зан сыграет офицера полиции Далласа, который симпатизирует Рону. 26 ноября Гриффин Данн, Денис О’Хэр и Брэдфорд Кокс присоединились к актёрскому составу, когда в Новом Орлеане велась стрельба.
Макконахи похудел на 47 фунтов (21 кг) для роли, увеличившись со 183 фунтов (83 кг) до 136 фунтов (62 кг). Лето похудел на 30 фунтов (14 кг) для роли и сказал, что перестал есть, чтобы быстрее похудеть; его самый низкий рекордный вес составил 114 фунтов (52 кг).

## Саундтрек
| №   | Название                                | Автор(ы)                 | Длительность |
| --- | --------------------------------------- | ------------------------ | ------------ |
| 1.  | «Sweet Thang»                           | Shuggie Otis             | 4:09         |
| 2.  | «Following Morning»                     | The Naked and Famous     | 5:03         |
| 3.  | «Hell and Back»                         | The Airborne Toxic Event | 3:52         |
| 4.  | «Ready to Be Called On»                 | My Morning Jacket        | 3:46         |
| 5.  | «Life of the Party»                     | Blondfire                | 3:23         |
| 6.  | «The Walker (Ryeland Allison remix)»    | Fitz And The Tantrums    | 3:28         |
| 7.  | «Shudder to Think»                      | Tegan and Sara           | 3:24         |
| 8.  | «Mad Love (Acoustic)»                   | Neon Trees               | 3:39         |
| 9.  | «Main Man (T. Rex cover)»               | Portugal. The Man        | 6:15         |
| 10. | «Stayin' Alive (Bee Gees cover)»        | Capital Cities           | 4:03         |
| 11. | «Romance Languages»                     | Cold War Kids            | 2:52         |
| 12. | «Burn It Down (Innerpartysystem remix)» | Awolnation               | 4:56         |
| 13. | «After the Scripture»                   | Manchester Orchestra     | 4:36         |
| 14. | «City of Angels (Acoustic)»             | Thirty Seconds to Mars   | 4:29         |
| 15. | «Main Man»                              | T. Rex                   | 4:13         |
| 16. | «Life Is Strange»                       | T. Rex                   | 2:32         |
| 17. | «Ballrooms of Mars»                     | T. Rex                   | 4:07         |
| 18. | «Follow me»                             | Amanda Lear              | 3:52         |

## Награды
| Награды и номинации                   | Награды и номинации                    | Награды и номинации             | Награды и номинации | Награды и номинации           |
| Награда                               | Категория                              | Номинант                        | Результат           |                               |
| ------------------------------------- | -------------------------------------- | ------------------------------- | ------------------- | ----------------------------- |
| Голливудский кинофестиваль            | «Лучший актёр»                         | Мэттью Макконахи                | Победа              |                               |
| Голливудский кинофестиваль            | «Прорыв года» (за актёрскую работу)    | Джаред Лето                     | Победа              |                               |
| Римский кинофестиваль                 | «Лучший фильм»                         |                                 | Номинация           |                               |
| Римский кинофестиваль                 | Приз зрительской аудитории             |                                 | Победа              |                               |
| Римский кинофестиваль                 | «Лучший актёр»                         | Мэттью Макконахи                | Победа              |                               |
| Римский кинофестиваль                 | «Лучшая операторская работа»           | Ив Беланже                      | Победа              |                               |
| Римский кинофестиваль                 | «Золотая бабочка»                      |                                 | Победа              |                               |
| Римский кинофестиваль                 | Приз за кинематографическое мастерство |                                 | Победа              |                               |
| «Независимый дух»                     | «Лучшая мужская роль»                  | Мэттью Макконахи                | Победа              |                               |
| «Независимый дух»                     | «Лучшая мужская роль второго плана»    | Джаред Лето                     | Победа              |                               |
| «Спутник»                             | «Лучшая мужская роль»                  | Мэттью Макконахи                | Победа              |                               |
| «Спутник»                             | «Лучшая мужская роль второго плана»    | Джаред Лето                     | Победа              |                               |
| Круг кинокритиков Нью-Йорка           | «Лучший актёр второго плана»           | Джаред Лето                     | Победа              |                               |
| Круг онлайн-кинокритиков Нью-Йорка    | «Лучший актёр второго плана»           | Джаред Лето                     | Победа              |                               |
| Ассоциация кинокритиков Бостона       | «Лучший актёр второго плана»           | Джаред Лето                     | Победа              |                               |
| Ассоциация кинокритиков Вашингтона    | «Лучший актёр второго плана»           | Джаред Лето                     | Победа              |                               |
| Ассоциация кинокритиков Лос-Анджелеса | «Лучший актёр второго плана»           | Джаред Лето                     | Победа              | (совместно с Джеймсом Франко) |
| Премия Гильдии киноактёров США        | «Лучшая мужская роль»                  | Мэттью Макконахи                | Победа              |                               |
| Премия Гильдии киноактёров США        | «Лучшая мужская роль второго плана»    | Джаред Лето                     | Победа              |                               |
| Премия Гильдии киноактёров США        | «Лучший актёрский состав»              |                                 | Номинация           |                               |
| Ассоциация кинокритиков Сан-Диего     | «Лучший актёр второго плана»           | Джаред Лето                     | Победа              |                               |
| «Золотой глобус»                      | «Лучшая мужская роль — драма»          | Мэттью Макконахи                | Победа              |                               |
| «Золотой глобус»                      | «Лучшая мужская роль второго плана»    | Джаред Лето                     | Победа              |                               |
| Общество кинокритиков Детройта        | «Лучший актёр»                         | Мэттью Макконахи                | Победа              |                               |
| Общество кинокритиков Детройта        | «Лучший актёр второго плана»           | Джаред Лето                     | Победа              |                               |
| Общество кинокритиков Хьюстона        | «Лучший актёр второго плана»           | Джаред Лето                     | Победа              |                               |
| Ассоциация кинокритиков Чикаго        | «Лучший актёр второго плана»           | Джаред Лето                     | Победа              |                               |
| Ассоциация кинокритиков Торонто       | «Лучший актёр второго плана»           | Джаред Лето                     | Победа              |                               |
| «Выбор критиков»                      | «Лучший фильм»                         |                                 | Номинация           |                               |
| «Выбор критиков»                      | «Лучший актёр»                         | Мэттью Макконахи                | Победа              |                               |
| «Выбор критиков»                      | «Лучший актёр второго плана»           | Джаред Лето                     | Победа              |                               |
| Ассоциация кинокритиков Остина        | «Лучший актёр второго плана»           | Джаред Лето                     | Победа              |                               |
| Общество кинокритиков Финикса         | «Лучший актёр»                         | Мэттью Макконахи                | Победа              |                               |
| Общество кинокритиков Финикса         | «Лучший актёр второго плана»           | Джаред Лето                     | Победа              |                               |
| Круг кинокритиков Флориды             | «Лучший актёр второго плана»           | Джаред Лето                     | Победа              |                               |
| Общество кинокритиков Невады          | «Лучший актёр»                         | Мэттью Макконахи                | Победа              |                               |
| Общество кинокритиков Невады          | «Лучший актёр второго плана»           | Джаред Лето                     | Победа              |                               |
| Премия Гильдии продюсеров США         | «Лучший фильм»                         |                                 | Номинация           |                               |
| Премия Гильдии сценаристов США        | «Лучший оригинальный сценарий»         | Крэйг Бортен, Мелисса Уоллэк    | Номинация           |                               |
| «Оскар»                               | «Лучший фильм»                         | Робби Бреннер, Рэйчел Уинтер    | Номинация           |                               |
| «Оскар»                               | «Лучшая мужская роль»                  | Мэттью Макконахи                | Победа              |                               |
| «Оскар»                               | «Лучшая мужская роль второго плана»    | Джаред Лето                     | Победа              |                               |
| «Оскар»                               | «Лучший оригинальный сценарий»         | Крэйг Бортен, Мелисса Уоллэк    | Номинация           |                               |
| «Оскар»                               | «Лучший грим и укладка волос»          | Адрута Ли, Робин Мэтьюс         | Победа              |                               |
| «Оскар»                               | «Лучший монтаж»                        | Джон Мак Макмёрфи, Мартин Пенза | Номинация           |                               |